# Финал Кубка Америки по футболу 2024
Финал Кубка Америки 2024 года стал 48-м по счёту финалом самого важного футбольного события Латинской Америки, завершив розыгрыш Кубка Америки 2024, футбольного турнира, проводимого под эгидой КОНМЕБОЛ среди национальных сборных стран региона. В турнире также принимают участие команды, являющиеся членами КОНКАКАФ, а принимающей страной стали США. Матч прошёл 14 июля 2024 года на стадионе «Хард Рок Стэдиум» в Майами-Гарденс, штат Флорида.
Начало матча было отложено более чем на один час и двадцать минут из-за серии инцидентов, произошедших возле стадиона.
В финале встретились действующий чемпион сборная Аргентины, в 30-й раз принявшая участие в финале турнира, и сборная Колумбии, лишь раз побеждавшая на Кубке Америки в 2001 году и третий раз участвовавшая в финале. Из 29 предыдущих финальных матчей Аргентина выиграла 15. Для сборной Аргентины этот матч был третьим финалом крупного турнира подряд после финала Кубка Америки 2021 и чемпионата мира 2022. Ранее подобное удавалось достичь сборной ФРГ (1972, 1974, 1976), Бразилии (1994, 1995, 1997, 1998, 1999), Испании (2008, 2010, 2012), самой сборной Аргентины (2014, 2015, 2016), а также сборной Мексики (на Золотом кубке КОНКАКАФ).
Аргентина победила Колумбию со счетом 1:0 в дополнительное время и выиграла рекордный 16-й Кубок Америки.

## Место проведения
Финал прошёл на стадионе «Хард Рок Стэдиум» в Майами-Гарденс, штат Флорида, недалеко от города Майами. Решение о выборе арены проведения финального матча было обнародовано 20 ноября 2023 года. США были объявлены принимающей стороной в январе 2023 года. Ранее эта страна принимала Кубок Америки в 2016 году, турнир был посвящён столетию Кубка Америки, а финал проходил на стадионе «Метлайф-стэдиум» в Ист-Ратерфорде, штат Нью-Джерси, недалеко от Нью-Йорка.
«Хард Рок Стэдиум» является домашней ареной команды Национальной футбольной лиги «Майами Долфинс», имеет травяное покрытие и 65 000 зрительских мест. Он был открыт в 1987 году и с 2015 по 2017 год подвергся капитальному ремонту, в ходе которого были добавлены крыша и другие детали. Стадион также был выбран одной из арен проведения Чемпионата мира по футболу 2026 года.

## Церемония открытия и концерт

### Гимны
Перед началом матча колумбийская певица Бекки Джи исполнила национальный гимн Колумбии, а аргентинский певец Абель Пинтос исполнил национальный гимн Аргентины.

### Концерт
8 июля 2024 года было объявлено о том, что в перерыве матча выступит колумбийская певица Шакира. За 26 минут своего выступления она исполнила четыре песни. В результате этого шоу перерыв матча продлился дольше, чем традиционные в футболе 15 минут, что ещё до начала матча вызвало недовольство со стороны главного тренера сборной Колумбии Нестора Лоренсо.

## Путь к финалу
| Поз | Команда   | И | О |
| --- | --------- | - | - |
| 1   | Аргентина | 3 | 9 |
| 2   | Канада    | 3 | 4 |
| 3   | Чили      | 3 | 2 |
| 4   | Перу      | 3 | 1 |

| Поз | Команда    | И | О |
| --- | ---------- | - | - |
| 1   | Колумбия   | 3 | 7 |
| 2   | Бразилия   | 3 | 5 |
| 3   | Коста-Рика | 3 | 4 |
| 4   | Парагвай   | 3 | 0 |

## Инциденты перед матчем
Ожидалось, что все билеты будут проданы и на матче будет аншлаг. Примерно в 17:40 по местному времени, за два часа и двадцать минут до запланированного начала матча, десятки колумбийских болельщиков перепрыгнули через ограждения и пробежали мимо полицейских на стадионе. Несколько инцидентов произошло у юго-западных ворот, предназначенных для журналистов, важных персон и семей игроков. После этого сотрудники полиции перекрыли входы. Около 20:10 по местному времени охрана стадиона вновь открыла ворота, чтобы избежать давки и пропустить владельцев билетов на стадион. В результате беспорядков тысячи болельщиков не смогли попасть на стадион.
Сотрудники стадиона опубликовали заявление, в котором говорится, что «в преддверии сегодняшнего финала Кубка Америки тысячи болельщиков без билетов попытались силой проникнуть на стадион, подвергая других болельщиков, сотрудников службы безопасности и правоохранительных органов чрезвычайному риску». Начало финального матча было отложено на 82 минуты до 21:22 по местному времени. По оценкам, около 7000 человек смогли попасть на мероприятие без билетов. Служба безопасности стадиона продолжала проверять билеты у тех, кто находился на стадионе, и освобождать переполненные проходы во время матча.
На матче было задействовано 550 сотрудников полицейского управления Майами-Дейд. Были произведены многочисленные аресты за незаконное проникновение на территорию и нанесение побоев сотруднику полиции. Пожарно-спасательное управление Майами-Дейд организовало в здании пункт экстренной помощи для болельщиков, страдающих от теплового удара при температуре 31 °C.

## Матч

### Обзор
Вратарь сборной Аргентины Эмилиано Мартинес совершил четыре спасения после опасных атак сборной Колумбии в первом тайме. Капитан сборной Аргентины Лионель Месси был вынужден покинуть поле из-за травмы, полученной на 64-й минуте матча. Защитник сборной Аргентины Николас Тальяфико забил гол на 75-й минуте, однако он был отменён из-за зафиксированного ранее положения вне игры.
Лаутаро Мартинес вышел на поле на 97-й минуте и на 112-й минуте забил единственный гол в матче с передачи Джовани Ло Чельсо.

### Детали
| Аргентина         | 1:0 (доп. вр.) | Колумбия |
| ----------------- | -------------- | -------- |
| Ла. Мартинес 112′ | (отчёт)        |          |

| Аргентина | Колумбия |

| Вр              | 23 | Эмилиано Мартинес   |      |      |
| Защ             | 4  | Гонсало Монтиэль    |      | 72'  |
| Защ             | 25 | Лисандро Мартинес   |      |      |
| Защ             | 13 | Кристиан Ромеро     |      |      |
| Защ             | 3  | Николас Тальяфико   |      |      |
| ПЗ              | 11 | Анхель Ди Мария     |      | 117' |
| ПЗ              | 7  | Родриго Де Пауль    |      |      |
| ПЗ              | 24 | Энцо Фернандес      |      | 97'  |
| ПЗ              | 20 | Алексис Макаллистер | 61'  | 97'  |
| Нап             | 10 | Лионель Месси (к)   |      | 66'  |
| Нап             | 9  | Хулиан Альварес     |      | 97'  |
| Замены:         |    |                     |      |      |
| Нап             | 15 | Николас Гонсалес    |      | 66'  |
| Защ             | 26 | Науэль Молина       |      | 72'  |
| Нап             | 22 | Лаутаро Мартинес    |      | 97'  |
| ПЗ              | 5  | Леандро Паредес     |      | 97'  |
| ПЗ              | 16 | Джовани Ло Чельсо   | 118' | 97'  |
| Защ             | 19 | Николас Отаменди    |      | 117' |
| Главный тренер: |    |                     |      |      |
| Лионель Скалони |    |                     |      |      |

| Вр              | 12 | Камило Варгас      |      |      |
| Защ             | 4  | Сантьяго Ариас     |      |      |
| Защ             | 2  | Карлос Куэста      |      |      |
| Защ             | 23 | Давинсон Санчес    |      |      |
| Защ             | 17 | Хоан Мохика        |      |      |
| ПЗ              | 6  | Ричард Риос        |      | 89'  |
| ПЗ              | 16 | Джефферсон Лерма   |      | 106' |
| ПЗ              | 11 | Джон Ариас         |      | 106' |
| ПЗ              | 10 | Хамес Родригес (к) |      | 91'  |
| Нап             | 24 | Джон Кордоба       | 27'  | 89'  |
| Нап             | 7  | Луис Диас          |      | 106' |
| Замены:         |    |                    |      |      |
| Нап             | 19 | Рафаэль Борре      |      | 89'  |
| ПЗ              | 5  | Кевин Кастаньо     |      | 89'  |
| ПЗ              | 20 | Хуан Кинтеро       |      | 91'  |
| ПЗ              | 15 | Матеус Урибе       |      | 106' |
| Нап             | 9  | Мигель Борха       | 115' | 106' |
| ПЗ              | 8  | Хорхе Карраскаль   |      | 106' |
| Главный тренер: |    |                    |      |      |
| Нестор Лоренсо  |    |                    |      |      |

| Игрок матча: Анхель Ди Мария Помощники судьи: Бруну Пирес Родригу Коррея Резервный судья: Хуан Бенитес Видеопомощник судьи (VAR): Родолфу Тоски Ассистенты видеопомощника судьи: Данилу Манис Даниэл Нобре Паблу Гонсалвес | Регламент матча: - 90 минут основного времени. - 30 минут дополнительного времени в случае необходимости. - Послематчевые пенальти в случае необходимости. - Максимальное количество запасных — 12. - Максимальное количество замен — пять, в дополнительное время разрешается шестая замена. - Максимальное количество возможностей осуществить замену — три, в дополнительное время предоставляется четвёртая возможность. |

| Статистика       | Аргентина | Колумбия |
| Удары (в створ)  | 11 (6)    | 19 (4)   |
| Нарушения        | 8         | 18       |
| Угловые          | 4         | 7        |
| Офсайды          | 2         | 1        |
| Владение мячом   | 44 %      | 56 %     |
| Жёлтые карточки  | 2         | 2        |
| Красные карточки | 0         | 0        |

## Итоги
Этот матч стал последним для Анхеля Ди Марии за сборную Аргентины, он был признан лучшим игроком матча.
Полицейское управление Майами-Дейд сообщило, что 27 человек были арестованы и 55 выведены со стадиона во время матча. Президент Федерации футбола Колумбии Рамон Хесурун не присутствовал на церемонии награждения, поскольку он и его сын Рамон Хамиль Хесурун были арестованы по трём пунктам обвинения в нанесении побоев, они также обвиняются в оказании сопротивления сотрудникам охраны.
ESPN сообщил, что в результате инцидентов, произошедших в преддверии матча, стадиону был нанесён значительный ущерб, сломаны перила эскалатора и погнуты ограждения безопасности.